# Charlotte Teske
Charlotte Teske (geb. Bernhard; * 23. November 1949 in Sachsenhausen) ist eine ehemalige deutsche Langstreckenläuferin.

## Leben
Charlotte Teske schloss sich 1970 dem ASC Darmstadt an, um in der Trainingsgruppe um Walter Weba und Lutz Philipp zu trainieren. Ihren ersten nationalen Titel gewann sie 1977 im Crosslauf. Weitere Titel in dieser Disziplin folgten 1982, 1983, 1986 und 1987. Im selben Jahr stellte sie mit 16:13,4 min über 5000 Meter ihren ersten deutschen Rekord auf, dem 1979 mit 15:36,9 min ein weiterer über dieselbe Distanz und mit 33:57,1 min einer über 10.000 Meter folgten.
 1980 wandte sie sich dem Straßenlauf zu und siegte beim Darmstädter Stadtlauf und beim Zürcher Silvesterlauf. In 2:38:04 h wurde sie Deutsche Vizemeisterin im Marathonlauf, nachdem sie kurz zuvor als dritte deutsche Läuferin mit 2:38:14 h die 2:40-Stunden-Marke unterboten hatte.
Im Jahr darauf wurde sie deutsche Meisterin im 25-Kilometer-Straßenlauf, Deutsche Marathonmeisterin mit der deutschen Bestzeit von 2:33:13 h, Zweite beim Marathon-Europacup und siegte bei einem Marathon in Columbus (Ohio) in 2:35:15 h. Außerdem gewann sie den Kasseler Citylauf, bei dem sie 1983 und 1986 ihren Erfolg wiederholen konnte.
1982 erzielte sie bei einem Marathon in Miami mit 2:29:02 h eine Weltbestzeit (offizielle Weltrekorde gab es noch nicht). Kaum langsamer war sie drei Monate später bei ihrem Gewinn des Boston-Marathons mit 2:29:33 h. Kurz zuvor hatte sie beim Paderborner Osterlauf auf der 10-km-Strecke gesiegt. Im Sommer verbesserte sie die deutschen Rekorde über 5000 und 10.000 Meter auf 15:19,54 min bzw. 32:33,1 min. Zur Enttäuschung wurden die Leichtathletik-Europameisterschaften in Athen, bei denen sie lediglich Zwölfte wurde – offenbar geschwächt durch eine drei Tage später ausbrechende Angina. Wesentlich besser lief es dann beim New-York-City-Marathon, bei dem sie Dritte in 2:31:53 h wurde.
1983 wurde sie Zweite beim Osaka Women’s Marathon, holte den nationalen Titel über 25 Kilometer, verbesserte als Gewinnerin des Frankfurt-Marathon ihren Rekord auf 2:28:32 h und wurde mit der nationalen Bestzeit von 32:13,85 min Deutsche Meisterin über 10.000 Meter (ein Titel, den sie 1984 und 1985 verteidigte). Beim Marathon der Leichtathletik-Weltmeisterschaften 1983 gab sie auf; kurz danach verbesserte sie ihren 10.000-Meter-Rekord auf 32:00,26 min. Zum Abschluss der Saison siegte sie erneut beim Zürcher Silvesterlauf.
1984 wiederholte sie ihren Sieg beim Frankfurt-Marathon. Eine Entzündung des Ischiasnervs behinderte sie beim Marathon der Olympischen Spiele in Los Angeles, bei dem sie in 2:35:56 h auf den 16. Platz kam. Beim Avon-Marathon in Paris wurde sie Dritte.
1985 wurde sie als Gesamtzweite des Frankfurt-Marathons erneut Deutsche Marathonmeisterin. Auch über 25 Kilometer holte sie ein weiteres Mal den Titel. 1986 stellte sie beim Berlin-Marathon mit 2:32:10 h einen Streckenrekord auf. 1987 folgte auf einen Sieg bei den 10 Kilometer des Paderborner Osterlaufs ein Streckenrekord mit 2:31:49 h beim Hamburg-Marathon. Im Jahr darauf verbesserte sie diesen auf 2:30:23 h und holte sich damit gleichzeitig ihren dritten nationalen Meistertitel über die 42,195-km-Distanz.
1989 wurde sie Neunte beim London-Marathon in 2:32:34 h. Dies war fast zwei Jahrzehnte lang die gültige deutsche Senioren-Bestleistung im Marathon der Altersklasse W40, bis diese am 5. Oktober 2008 in Köln von Luminita Zaituc auf 2:30:00 h verbessert wurde. Zum Abschluss ihrer leistungssportlichen Karriere stellte Charlotte Teske beim München-Marathon 1990 mit 2:33:12 h einen Streckenrekord auf.
Die 1,67 m große und 55 kg schwere Athletin startete für den ASC Darmstadt. Beim vom ASC veranstalteten Darmstädter Stadtlauf ist sie mit sechs Erfolgen die Rekordsiegerin. 1970 heiratete sie den Mittelstreckler Dieter Teske (* 8. Dezember 1942), der sie trainierte und von dem sie mittlerweile geschieden ist. Heute lebt die gelernte Kinderkrankenschwester als Heilpraktikerin in Darmstadt.

## Bestzeiten
- 800 m: 2:07,5 min, 2. Juli 1977, Kassel
- 1500 m: 4:14,38 min, 13. Juni 1981, Bielefeld
- 3000 m: 8:58,05 min, 31. August 1983, Koblenz
- 5000 m: 15:19,54 min, 26. Juni 1982, Oslo
- 10.000 m: 32:00,26 min, 4. September 1983, Knarvik
- 25 km: 1:25:44 h, 4. April 1981, Neumünster
- Marathon: 2:28:32 h, 15. Mai 1983, Frankfurt am Main